# Critics’ Choice Movie Award

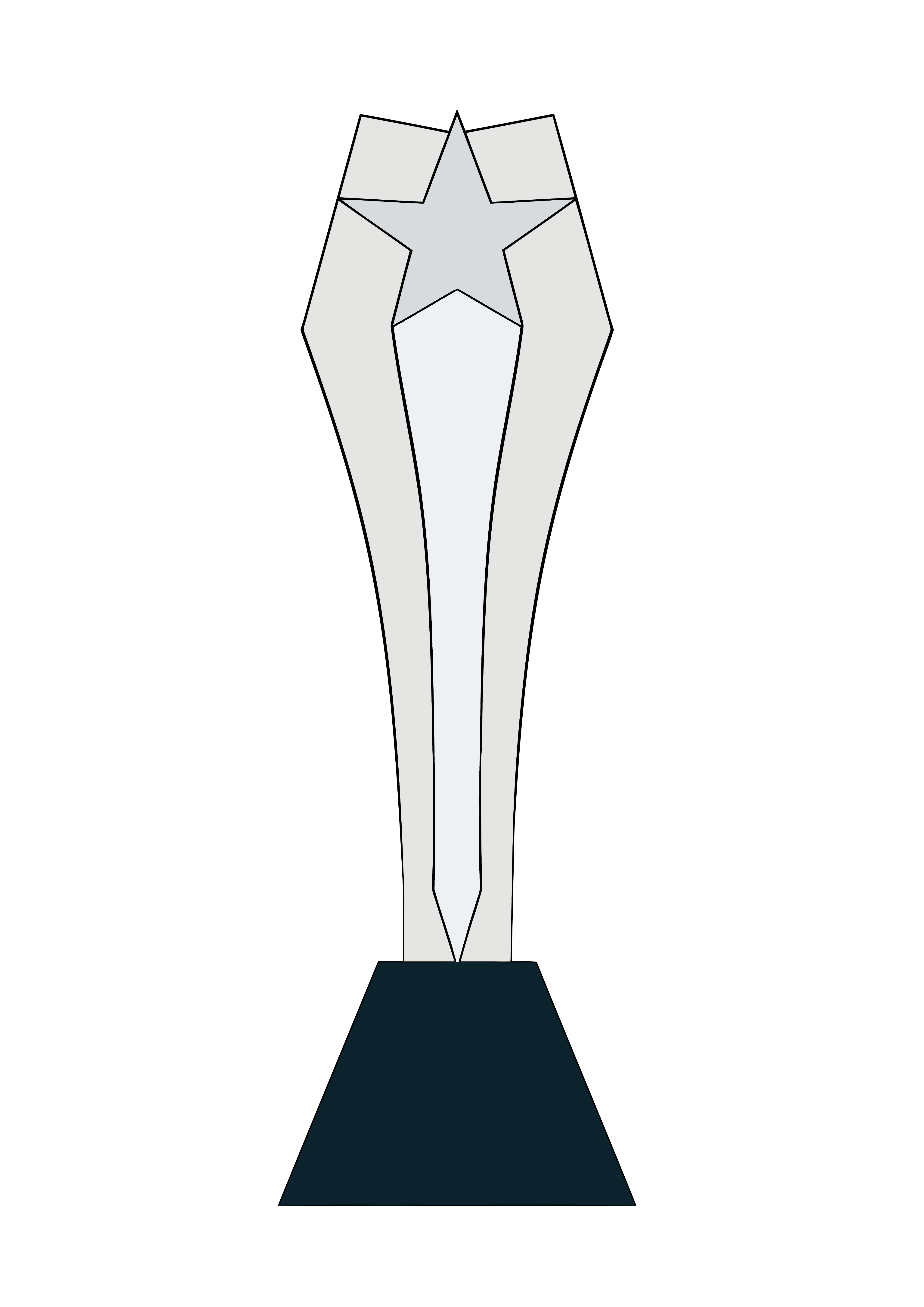
Stilisierte Silhouette der Trophäe

Die Critics’ Choice Movie Awards (Akronym: CCMA; früher bekannt als Broadcast Film Critics Association Award) sind ein jährlich in den USA von der Critics Choice Association (früher Broadcast Film Critics Association) vergebener Filmpreis. Er ehrt die besten Filme des vergangenen Filmjahres aus Sicht der Kritiker. Nach einer Nominierungsphase und anschließender Bekanntgabe der Nominierungen im Dezember fand die Verleihung mit einer Ausnahme während der COVID-19-Pandemie grundsätzlich im Januar statt.
Anfangs als Broadcast Film Critics Association Awards bekannt, wurden sie später in Critics’ Choice Awards umbenannt. Ab 2010 hieß die Verleihung Critics’ Choice Movie Awards, um sich von den ab 2011 von der Broadcast Television Journalists Association vergebenen Critics’ Choice Television Awards abzugrenzen. Mit der Verleihung im Januar 2016 wurde der Filmpreis zusammen mit dem Fernsehpreis unter dem Namen Critics’ Choice Awards zusammengelegt.
Zunächst von 2005 bis 2008 im Santa Monica Civic Auditorium abgehalten, wechselte die Verleihung von 2009 bis 2011 ins historische Hollywood Palladium Theater. Seit 2012 findet die Verleihung im Barker Hangar auf dem Santa Monica Airport im kalifornischen Santa Monica statt, nur 2015 fand sie wieder im Hollywood Palladium Theater statt. Zunächst vom Kabelsender VH1 ausgestrahlt, wechselte die Liveübertragung im US-Fernsehen mit der Verleihung von 2014 kurzzeitig zum Sender The CW. Die drei nachfolgenden Verleihungen liefen beim Kabelsender A&E, seit der Feier 2018 ist sie wieder bei The CW zu sehen.
Die zunächst für den 9. Januar 2022 geplante 27. Verleihung der Awards wurde am 22. Dezember 2021 wegen Sorge um die Omikron-Variante in der COVID-19-Pandemie in den Vereinigten Staaten verschoben.

## Preiskategorien
| Kategorie                                 | Originalbezeichnung | Verleihungszeitraum |
| ----------------------------------------- | --- | ------------------- |
| Bester Film                               | Best Picture | seit 1996           |
| Bester Hauptdarsteller                    | Best Actor | seit 1996           |
| Beste Hauptdarstellerin                   | Best Actress | seit 1996           |
| Bester Nebendarsteller                    | Best Supporting Actor | seit 1996           |
| Beste Nebendarstellerin                   | Best Supporting Actress | seit 1996           |
| Bester Jungdarsteller                     | Best Child Performance / Breakthrough Performer (–2001) Best Young Actor/Actress (2002–2008) Best Young Performer (seit 2009) | seit 1997           |
| Bestes Schauspielensemble                 | Best Acting Ensemble | seit 2002           |
| Beste Regie                               | Best Director | seit 1996           |
| Bestes Drehbuch                           | Best Writer Best Screenplay (Adapted, Original)                                                                               | seit 1996           |
| Beste Kamera                              | Best Cinematography | seit 2010           |
| Bestes Szenenbild                         | Best Art Direction | seit 2010           |
| Bester Schnitt                            | Best Editing | seit 2010           |
| Beste Kostüme                             | Best Costume Design | seit 2010           |
| Bestes Make-up                            | Best Makeup | seit 2010           |
| Beste visuelle Effekte                    | Best Visual Effects | seit 2010           |
| Bester Ton                                | Best Sound | 2010–2012           |
| Bester Animationsfilm                     | Best Animated Feature | seit 1999           |
| Bester Familienfilm                       | Best Family Film | 1996–2008           |
| Bester Actionfilm                         | Best Action Movie | 2009–2020           |
| Beste Komödie                             | Best Comedy | seit 2006           |
| Bester fremdsprachiger Film               | Best Foreign Language Film | seit 1996           |
| Bester Dokumentarfilm                     | Best Documentary Feature | 1996–2016           |
| Bestes Lied                               | Best Song | seit 1999           |
| Bester Komponist                          | Best Composer Best Score | seit 1999           |
| Bester Fernsehfilm                        | Best Picture Made for Television                                                                                              | 1998–2011           |
| Bester Schauspieler in einem Fernsehfilm  | Best Actor in a Picture Made for Television                                                                                   | 2002                |
| Beste Schauspielerin in einem Fernsehfilm | Best Actress in a Picture Made for Television                                                                                 | 2002                |
| Lebenswerk                                | Lifetime Achievement | 1997–2004           |